# Microplitis flavipalpis
Microplitis flavipalpis är en stekelart som först beskrevs av Gaspard Auguste Brullé 1832.  Microplitis flavipalpis ingår i släktet Microplitis och familjen bracksteklar. Inga underarter finns listade i Catalogue of Life.